# Denys Poyatsyka
Denys Poyatsyka –en ucraniano, Денис Пояцика– (Kremenchuk, URSS, 29 de abril de 1985) es un deportista ucraniano que compitió en boxeo. Ganó tres medallas en el Campeonato Europeo de Boxeo Aficionado entre los años 2006 y 2013.

## Palmarés internacional
| Campeonato Europeo | Campeonato Europeo  | Campeonato Europeo | Campeonato Europeo |
| Año                | Lugar               | Medalla            | Categoría          |
| ------------------ | ------------------- | ------------------ | ------------------ |
| 2006               | Plovdiv (Bulgaria)  | Medalla de oro     | 91 kg              |
| 2010               | Moscú (Rusia)       | Medalla de bronce  | 91 kg              |
| 2013               | Minsk (Bielorrusia) | Medalla de bronce  | 91 kg              |